# Quartet de corda núm. 1 (Ives)
El Quartet de corda núm. 1 From the Salvation Army (De l'Exèrcit de Salvació) és una de les obres més estudiades del famós compositor Charles Ives. L'obra, composta entre 1897 i 1900, és per al típic quartet de corda: 2 violins, viola i violoncel.

## Moviments
El quartet consta de quatre moviments:

### I. Andante con moto
El primer moviment és en forma de fuga i és considerada separada de la resta a causa de la seva diferència en to. Aquesta obra també es troba com a tercer moviment de la Simfonia núm. 4 d'Ives, arreglada per a gran orquestra simfònica. Els historiadors consideren que el subjecte de la fuga està basat en el "Missionary hymn" i el contrasubjecte ho està en la "Coronation".

### II. Allegro
El segon moviment ´ en forma ABA. De la secció "A" es diu que està basada en l'himne "Beulah Land", que és molt evident si és que la melodia és familiar per a l'oïdor. De la secció B es diu que està basada en "Shining Shore", que també és usada en la secció B del tercer i quart moviment.
Aquest ús del mateix tema o melodia en diversos moviments és un exemple de la forma cíclica, en la qual es busca unificar l'obra en usar temes similars en diversos moviments.

### III. Adagio Cantabile
Del primer tema del tercer moviment es diu que està basat en l'himne "Nettleton", i és un perfecte exemple de com Ives canviava els himnes per fer-los seus i desenvolupar-los de diferents maneres. Ives va prendre l'himne "Nettleton" i va canviar el final de manera que pogués desenvolupar-ho al llarg de la secció A. La secció B, com ja s'ha esmentat, es creu que està basat en una versió invertida de "Shining Shore".

### IV. Allegro Marziale
El quart moviment és un dels primers usos de polímetre per part d'Ives: mescla els compassos de 3/4 amb 4/4. Del tema principal es diu que està basat tant en "Coronation" com en "Stand up for Jesus". "Shining Shore" connecta aquests dos himnes en la secció B. L'obra acaba amb una cadència plagal (IV-I), reforçant el marcat ús d'himnes en l'obra. (Els himnes típicament acaben en cadències plagals).

## Esbossos
Burkholder va fer un bon treball d'analitzar els esbossos i anotacions d'Ives per verificar l'ús de varis d'aquests himnes. Ives notòriament va escriure els himnes completament en les anotacions i va usar fragments per compondre el quartet que coneixem.
J. Peter Burkholder (un dels estudiosos més importants d'Ives) diu que els temes principals d'aquesta obra són parafrasejats d'himnes protestants familiars tals com "Beulah Land", "Shining Shore", "Missionary Hymn" i "Nettleton", només per nomenar uns quants.